# Babaef
Babaef, també conegut com a Khnumbaf, (b3b3.f / ẖnm.w b3.f) va ser un djati (visir) de la IV Dinastia d'Egipte. Probablement era fill del també djati i príncep reial Duaenre i, per tant, net de Khefren. Va exercir de visir durant el regnat del seu cosí Shepseskaf.

## Tomba
| E10 | bA | f |

| E10 | bA | f |

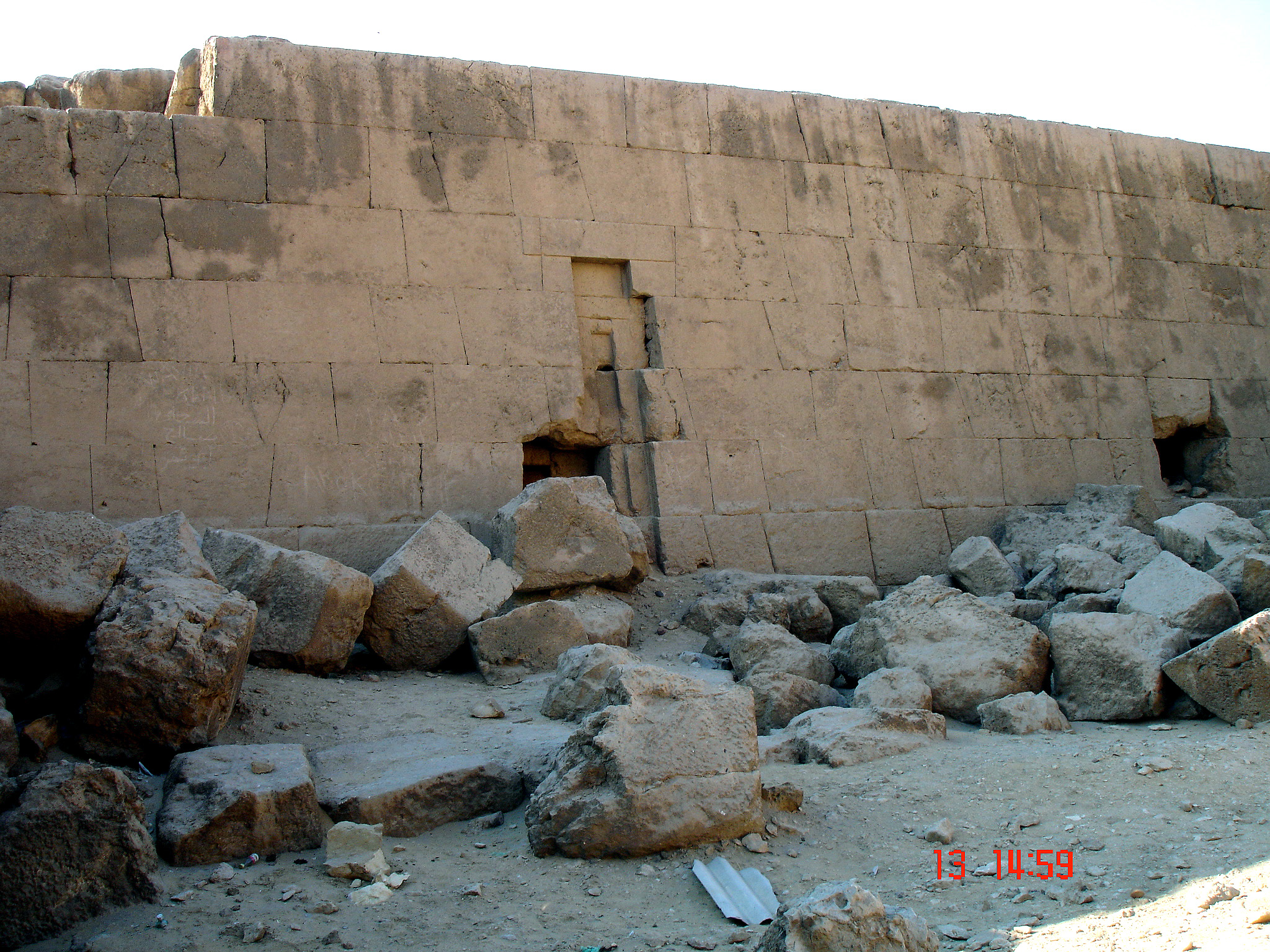
Façana de la tomba G 5230 de Babaef.

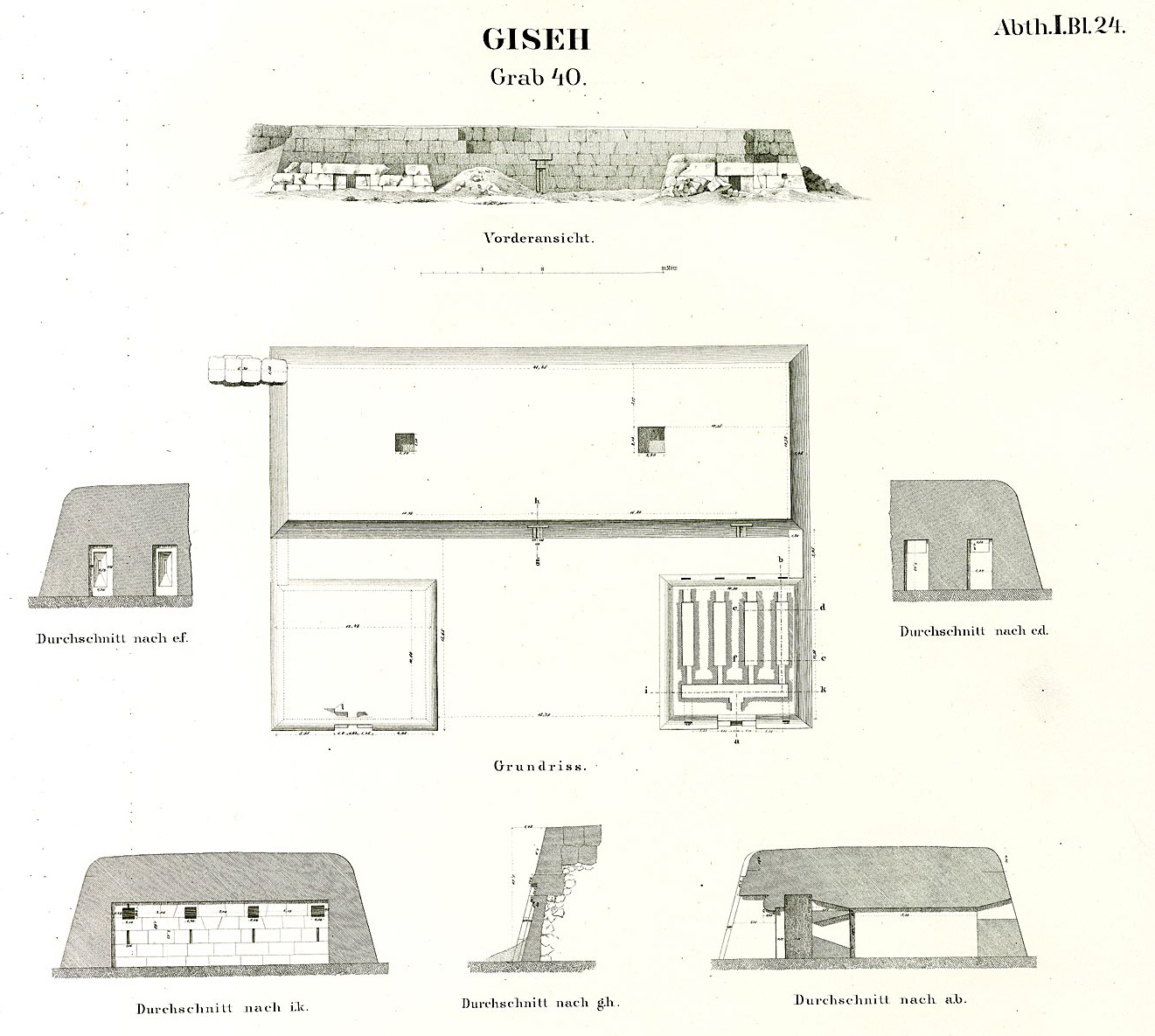
Plànols de la tomba de Babaef.

La tomba de Babaef porta les sigles G 5230 (=LG 40) i està situada al Camp Occidental de la necròpolis de Guiza. Mesura 12,78 m x 41,25 m, i està construïda amb blocs de pedra. A la banda oriental hi ha l'entrada, amb un pati anterior amb dos serdab. Lepsius va estudiar aquesta mastaba i li va donar la referència LG40.
A la tomba es descriu Babaef com un "Fill del Rei del seu cos, Príncep hereditari, Comte, Únic acompanyant, Supervisor de totes les obres reials, Director del Palau, Jutge en cap i djati, Cap-sacerdot lector, Sacerdot d'Horus de Tehenu (Líbia), Elevat de braç, Gran de censura, Servidor del tron, Sacerdot de l'akes-ornament, Sacerdot de Hepwy, Sacerdot d'Horus-Shewa (?), Secretari dels escrits sagrats, Ancià de la casa snwt, khet- sacerdot del Gran".
La tomba es va excavar el 1914. Al serdab s'hi van trobar tretze grans estàtues de pedra calcària que avui es troben dipositades al Museu de Belles Arts de Boston, en el Metropolità de Nova York i en el d'Història de l'Art de Viena. Durant les excavacions s'hi van trobar molts fragments d'estàtua més dispersos a l'oest de la tomba. Els materials incloïen granit, diorita i alabastre. Els fragments es podrien identificar com a pertanyents a Babaef a causa de les inscripcions trobades. Moltes de les estàtues havien perdut el cap, tot i que, finalment, algunes es van poder reconstruir.